# Collegium Bohemicum
Collegium Bohemicum obecně prospěšná kulturně-vzdělávací a vědecká společnost se sídlem v Ústí nad Labem, která byla založena v roce 2006. Svou pozornost věnuje zejména česko-německým vztahům a kulturnímu dědictví německy mluvícího obyvatelstva v českých zemích. 

Collegium Bohemicum se podílí na organizaci česko-německých kulturních akcí, vědeckých seminářů a přednášek a nabízí též různé vzdělávací programy a stipendia.

## Založení
Po několikaleté přípravné fázi se uskutečnilo 22. června 2006 po odsouhlasení shromážděním městských zastupitelů založení Collegia Bohemica jako obecně prospěšné společnosti. Na vzniku této vědecké instituce se podílelo město Ústí nad Labem, Muzeum města Ústí nad Labem, Univerzita J. E. Purkyně v Ústí nad Labem a Společnost pro dějiny Němců v Čechách. 

V létě roku 2007 proběhlo zahájení činnosti sekretariátu. Na jaře roku 2008 přistoupilo mezi zakladatele společnosti Ministerstvo kultury České republiky. 29. června 2011 byla započata činnost Collegia Bohemica v renovovaných muzejních prostorách, kde má vedle Collegia své prostory také Muzeum města Ústí nad Labem. První ředitelkou Collegia Bohemica byla Blanka Mouralová, od 1. května 2017 je ředitelem Petr Koura.

## Cíle
Collegium Bohemicum vzniklo s cílem stát se veřejnou, interaktivní, neziskovou institucí, která úzce spolupracuje s Ústeckým muzeem, univerzitou a městem Ústí nad Labem a jejíž činnost má celostátní význam. Zejména intenzivní výzkum v oblasti dějin Němců žijících v českých zemích, vypořádání se s česko-německými dějinami a vztahy mezi oběma národy by měly být středobodem činnosti Collegia Bohemica. Jeho činnosti jsou rozmanité a patří mezi ně organizace vědeckých konferencí a přednášek, vzdělávacích akcí, též organizace výstav a vydávání publikací. Collegium Bohemicu také provozuje vlastní archiv a knihovnu, které jsou veřejně přístupné. Cílovou skupinou tak není jen odborná, nýbrž i široká veřejnost, a to zejména česká, německá a rakouská.

## Stálá expozice
Collegium Bohemicum intenzivně připravuje první stálou expozici k dějinám německy mluvících obyvatel českých zemí. Ta by měla prezentovat skutečnost, že kulturní dědictví českých zemí je ovlivněno také německy mluvícími obyvateli, kteří zde žili. Návštěvníkům muzea by tak mělo být připomenuto, že Němci žili celá staletí v českých zemích jako jejich pevná součást, protože tato skutečnost a významná část českých dějin očividně upadla v zapomnění. 

Samozřejmě by tato výstava měla poukázat také na fatální konec česko-německého soužití, stejně jako na problematiku a konflikty v česko-německých vztazích. Na této bázi by měla výstava posloužit jako nový impuls k vypořádání se s mnohoznačností česko-německých vztahů. Zároveň bude představeno působení a přínos německy mluvícího obyvatelstva českých zemí z české perspektivy. Tímto způsobem by mělo být české historické povědomí obohaceno a rozšířeno o sebereflexi české společnosti.

## Projekty
•	Dějiny spojují
Zde se jedná o projekt zaměřený na očitá svědectví, který probíhal v období od 1. ledna 2010 do 31. prosince 2012. Mládež měla možnost potkat se s očitými svědky holocaustu a stalinistického teroru a poslechnout si jejich životní příběhy. Nabídka projektu se vztahuje na školy na obou stranách česko-německé hranice.
• Škola demokracie
V rámci tohoto projektu vypracovává Collegium Bohemicum na základě materiálů k česko-německým dějinám průvodní výukový materiál pro střední školy, který je online k dispozici.
• Tragická místa paměti v regionu
Cílem je, aby se žáci sami zabývali s dějinami svého regionu a s použitím archivních dokumentů a rozhovorů s očitými svědky vypracovali prezentaci.
• Průzkum a dokumentace malých památníků v česko-saském příhraničním prostoru
Cílem je určení a současně také restaurování malých památníků na české a saské straně. Přitom by o tom měla být obšírně informována veřejnost regionu, mimo jiné prostřednictvím dvoujazyčného kulturně-vlastivědného portálu s veřejně přístupnou objektovou databází. 

•	Škola v kině
Collegium Bohemicum v Ústí nad Labem opakovaně pořádá návštěvy kina pro české školní třídy s jejich vyučujícími, přičemž jsou promítány historicky a politicky relevantní německé filmy. V návaznosti na to by se měli žáci zabývat s tématy, která byla ve filmech zmíněna. K zodpovězení otázek před a po promítnutí filmu jsou přítomni očití svědci, historici a případně režiséři.

## Ústecká noc literatury
Společně s nadací Brücke/Most, Informačním centrem města Ústí nad Labem, nadací Roberta Bosche, galerií Emila Filly a Goethe institutem v Praze se Collegium Bohemicum od roku 2008 podílí na projektu Ústecké noci literatury, kdy se na pozadí 10. Dnů české a německé kultury uskutečnila v Ústeckém kulturním domě česko-německá literární noc. Přítomni byli renomovaní autoři a herci, kteří na různých místech v kulturním domě předčítali texty současných jak německých tak českých spisovatelů.

## Kino Aussig
Collegium Bohemicum organizuje od roku 2008 každoročně akci pod názvem „Kino Aussig“, během které jsou prezentovány německé filmy jak školním třídám tak široké veřejnosti v Ústí nad Labem. V roce 2010 se konal tento projekt v rámci 12. Dnů české a německé kultury, při kterých byly promítnuty německé filmy dvou posledních let.

## Publikace
•	Otfried Preußler: Der Engel mit der Pudelmütze / Anděl v kulichu, Ústí nad Labem 2009 

•	Tragische Erinnerungsorte / Tragická místa paměti, Prag 2010 

•	Erinnerungsorte des deutsch-tschechischen Zusammenlebens / Místa paměti česko-německého soužití, Prag 2011 

## Vědecká rada
Vědecká rada je poradním orgánem ředitele a správní rady společnosti v otázkách výzkumu. 

### současní členové (od r. 2017)
•  Prof. Dr. Dr. h. c. i. R. Detlef Brandes, předseda vědecké rady 
   emeritní profesor, dříve vedoucí Institutu pro kulturu a dějiny Němců ve východní Evropě na Univerzitě Heinricha Heineho v Düsseldorfu

•  Prof. PhDr. Miloš Řezník, Ph.D., místopředseda vědecké rady
   ředitel Německého historického ústavu ve Varšavě

•  PhDr. Luděk Beneš
   předseda Komise muzejních historiků při Asociaci muzeí a galerií ČR

•  Dr. Elisabeth Fendl
  vědecká pracovnice Institutu für Volkskunde im östlichen Europa (IVDE) ve Freiburgu

•  Anna Habánová, M.A., Ph.D.
   historička umění a vedoucí kurátorka Oblastní galerie Liberec

•  Prof. Dipl. Arch. ETH Dr. Christian Hanus
  děkan Fakulty vzdělání, umění a architektury a vedoucí Oddělení staveb a životního prostředí na Donau-Universität v Kremži

•  Doc. PhDr. Václav Houžvička, Ph.D.
   sociolog a politolog, vedoucí katedry práva a politologie Fakulty sociálně ekonomické Univerzity Jana Evangelisty Purkyně v Ústí nad Labem

•  PhDr. Miroslav Kunštát, Ph.D.
   historik Akademie věd České republiky zabývající se historií česko-německých a česko-rakouských vztahů, dějinami vědy a církevními dějinami

•  PhDr. Václav Petrbok, PhD.
  literární historik působící v Ústavu pro českou literaturu AV ČR

•  Prof. PhDr. Ing. Jan Royt, Ph.D., DrSc.
   historik umění, prorektor pro tvůrčí a ediční činnost Univerzity Karlovy a člen Vědecké rady Akademie věd ČR

•  PD Dr. Ira Spieker
   vedoucí oddělení etnografie Institutu für sächsische Geschichte und Volkskunde v Drážďanech

•  Doc. Mgr. Martin Veselý, Ph.D.
   vedoucí katedry historie Filozofické fakulty Univerzity Jana Evangelisty Purkyně v Ústí nad Labem

•  PD Dr. Tobias Weger
   historik působící v Institutu pro německou kulturu a dějiny jihovýchodní Evropy na Ludwig-Maxmilians-Universität v Mnichově

### někdejší členové (2007–2017)
•  Doc. PhDr. Kristina Kaiserová, CSc.
   ředitelka Ústavu slovansko-germánských studií

•  Prof. PhDr. Milena Bartlová, CSc.
   Seminář dějin umění FF MU Brno, VŠUP Praha

•  Dr. Peter Becher
   jednatel Spolku Adalberta Stiftera, Mnichov

•  Prof. Dr. Peter Haslinger
   ředitel Herderova institutu v Marburgu a profesor dějin střední a východní Evropy na univerzitě Justuse pebeiga v Giessenu

•  Prof. PhDr. Miloš Havelka
   Ústav politologie FF UK Praha

•  Mgr. Daniel Kroupa, PhD.
   vedoucí katedry politologie a filosofie UJEP v Ústí nad Labem

•  Prof. Dr. Marek Nekula
   ředitel Bohemicum Regensburg – Passau, Univerzita v Řezně

•  Univ.-Prof. Mag. Dr. Stefan Michael Newerkla
   Institut slavistiky na Vídeňské univerzitě

•  Prof. PhDr. Jiří Pešek, CSc.
   vedoucí Institutu německých a rakouských studií na FSV UK Praha

•  Prof. Jacques Rupnik
   Pařížský institut politických věd (Institut d'études politiques de Paris)

•  Prof. Dr. phil. habil. Walter Schmitz
   ředitel Středoevropského centra pro vědu o politologii, hospodářství a kultuře na Technické univerzitě v Drážďanech

•  Prof. Dr. Martin Schulze Wessel
   první předseda Collegia Carolina, Mnichov

•  PhDr. Stanislav Slavík
   oddělení novodobých dějin Národního muzea v Praze

•  Mgr. Jan Šícha
   odbor střední Evropy MZV ČR v Praze

26. listopadu 2009 z Vědecké rady předčasně rezignoval:

•  Dr. Hans Peter Hye
   historik Rakouské akademie věd